# Woody Norman
Woody Norman (Hampstead, Londres, Inglaterra, 12 de marzo de 2009) es un actor británico. Es conocido especialmente por su actuación como Jesse en la película C'mon c'mon, por la cual recibió una nominación para mejor actor de reparto premios BAFTA. En televisión, apareció en la adaptación de Starz de The White Princess (2017), en la minisere Troya: la caída de una ciudad de la BBC y de Netflix, y en la quinta temporada de Poldark (2019).

## Primeros años de vida
Norman es de la zona norte de Londres. Es el hijo del ex director televisivo Ross Norman y de Vonda Barnes, presentadora de ex grupo musical de chicas Madasun.

## Filmografía

### Películas
| Año  | Título                         | Función | Notas                           |
| ---- | ------------------------------ | ------- | ------------------------------- |
| 2017 | The Current War                | Dash    | Sólo en la versión del director |
| 2019 | Bruno                          | Izzy    |                                 |
| 2019 | The Small Hand                 | Jamie   |                                 |
| 2021 | C' mon C' mon                  | Jesse   |                                 |
| 2023 | The Last Voyage of the Demeter | Toby    |                                 |
| 2024 | The Electric State             |         |                                 |
| 2023 | Cobweb                         | Peter   |                                 |

### Televisión
| Año  | Título                     | Función             | Notas                              |
| ---- | -------------------------- | ------------------- | ---------------------------------- |
| 2015 | Silent Withness            | Laurie              | Episodio: "Falling Angels: Part 2" |
| 2015 | Peter y Wendy              | Curly / Rory        | Película televisiva                |
| 2016 | Him                        | Joven him           | Miniserie; 2 episodios             |
| 2017 | The White Princess         | Prince Harry        | Miniserie; 4 episodios             |
| 2018 | Troya: Caída de una Ciudad | Evander             | Miniserie                          |
| 2018 | Les Misérables             | Young Marius        | 1 episodio                         |
| 2019 | Catastrophe                | Sam                 | 1 episodio                         |
| 2019 | Poldark                    | Valentine Warleggan | quinta temporada                   |
| 2019 | The War of the Worlds      | George Junior       | Miniserie                          |

## Premios y nominaciones
| Año  | Premio                                                      | Categoría                           | Trabajo       | Resultado | Ref    |
| ---- | ----------------------------------------------------------- | ----------------------------------- | ------------- | --------- | ------ |
| 2021 | Sociedad de Críticos de Cine de Detroit                     | Breakthrough Performance            | C' mon C' mon | Nominado  | [ 8 ]  |
| 2021 | Festival de cine de Heartland                               | Estrella en ascenso                 | C' mon C' mon | Ganador   | [ 9 ]  |
| 2021 | Asociación de Periodistas de Películas de Indiana           | Mejor actor de reparto              | C' mon C' mon | Nominado  | [ 10 ] |
| 2021 | Asociación de Periodistas de Películas de Indiana           | Breakout del año                    | C' mon C' mon | Nominado  | [ 10 ] |
| 2021 | Sociedad de Críticos de Cine de Las Vegas                   | Joven en una película. Varones      | C' mon C' mon | Nominado  | [ 11 ] |
| 2021 | Asociación de críticas de cine femeninas on-line            | Breakthrough Performance            | C' mon C' mon | Nominado  | [ 12 ] |
| 2021 | Asociación de críticos de cine del área de Washington D. C. | Mejor desempeño juvenil             | C' mon C' mon | Ganador   | [ 13 ] |
| 2022 | Premios de la Academia de Cine Británica                    | ABAFTA mejor actor mejor de reparto | C' mon C' mon | Nominado  | [ 14 ] |
| 2022 | Premios de la crítica cinematográfica                       | Actriz de Actor/de Young mejor      | C' mon C' mon | Nominado  | [ 15 ] |
| 2022 | Críticos de Sociedad de Película internacionales            | Mejor desempeño juvenil             | C' mon C' mon | 2º puesto | [ 16 ] |
| 2022 | Premios del Círculo de Críticos de Cine de Londres          | Actor joven británico/irlandés      | C' mon C' mon | Ganador   | [ 17 ] |
| 2022 | Asociación de Críticos de Cine de la Ciudad de la Música    | Mejor actor joven                   | C' mon C' mon | Nominado  | [ 18 ] |
| 2022 | Asociación de Críticos de Cine de Carolina del Norte        | Mejor actor de reparto              | C' mon C' mon | Nominado  | [ 19 ] |
| 2022 | Asociación de Críticos de Cine de Carolina del Norte        | Mejor interpretación destacada      | C' mon C' mon | Nominado  | [ 19 ] |
| 2022 | Asociación de Cine y Televisión Online                      | Mejor actuación juvenil             | C' mon C' mon | 2º puesto | [ 20 ] |
| 2022 | Sociedad de Críticos de Cine de Seattle                     | Mejor actuación juvenil             | C' mon C' mon | Nominado  | [ 21 ] |